# Lonchopisthus sinuscalifornicus
Lonchopisthus sinuscalifornicus är en fiskart som beskrevs av Castro-aguirre och Villavicencio-garayzar, 1988. Lonchopisthus sinuscalifornicus ingår i släktet Lonchopisthus och familjen Opistognathidae. IUCN kategoriserar arten globalt som livskraftig. Inga underarter finns listade i Catalogue of Life.